# Uchiyama Yuki
Yuki Uchiyama (内山 裕貴 Uchiyama Yūki, sinh ngày 7 tháng 5 năm 1995 ở Hokkaido) là một cầu thủ bóng đá người Nhật Bản. Anh thi đấu cho Consadole Sapporo.

## Sự nghiệp thi đấu
Yuki Uchiyama gia nhập câu lạc bộ tại J2 League; Consadole Sapporo năm 2014. Năm 2015, anh chuyển đến Hougang United. Năm 2016, anh trở lại Consadole Sapporo.

## Thống kê câu lạc bộ
Cập nhật đến ngày 23 tháng 2 năm 2018.
| Thành tích câu lạc bộ | Thành tích câu lạc bộ | Thành tích câu lạc bộ | Giải vô địch | Giải vô địch | Cúp                   | Cúp                   | Tổng cộng | Tổng cộng |
| Mùa giải              | Câu lạc bộ            | Giải vô địch          | Số trận      | Bàn thắng    | Số trận               | Bàn thắng             | Số trận   | Bàn thắng |
| Nhật Bản              | Nhật Bản              | Nhật Bản              | Giải vô địch | Giải vô địch | Cúp Hoàng đế Nhật Bản | Cúp Hoàng đế Nhật Bản | Tổng cộng | Tổng cộng |
| --------------------- | --------------------- | --------------------- | ------------ | ------------ | --------------------- | --------------------- | --------- | --------- |
| 2014                  | Consadole Sapporo     | J2 League             | 0            | 0            | 1                     | 0                     | 1         | 0         |
| 2016                  | Consadole Sapporo     | J2 League             | 0            | 0            | 1                     | 0                     | 1         | 0         |
| 2017                  | Gainare Tottori       | J3 League             | 9            | 0            | 0                     | 0                     | 9         | 0         |
| Tổng                  | Tổng                  | Tổng                  | 9            | 0            | 2                     | 0                     | 11        | 0         |